# Inca Gold
Inca Gold is een soort verzamelalbum van Adrian Wagner; het bestaat uit de samenvoeging van de elpees Instincts en The Last Inca. De albums werden opgenomen in de Riverside Studios te Londen en de Electronic Dream Plant te Goring-on-Thames.

## Instincts
Instincts is het derde muziekalbum van Adrian Wagner. Zijn tweede, Eletronic Light Orchestra is nooit commercieel uitgegeven. Instinct kan gezien worden als een voorloper op The Last Inca en Wagner beschouwde het eigenlijk als een gesplitst uitgegeven dubbelelpee, die hij later zelf samenvoegde, want niemand ander had in de jaren 90 daar interesse in. Het oorspronkelijke platenlabel Charisma Records was opgeslokt door Virgin Records en die zag helemaal niets in deze muziek; voor andere bands wel maar ook moeizaam. Instincts is een album dat gaat over de wijze van leven van de Inca’s en wellicht de aanwijzing dat de moderne mens via een blik naar dat verleden kan leren voor de toekomst. Immers Inca’s uit de Andes en omstreken hadden al bijvoorbeeld irrigatiekanalen aangelegd etc.

### Tracklist
Op Inca Gold wordt Instincts voorafgegaan door Fantasy, dat niet op Instincts stond

| Nr. | Titel                                      | Duur |
| --- | ------------------------------------------ | ---- |
| 1.  | Fantasy                                    | 6:45 |
| 2.  | Where are you going? (originele elpee: A1) | 3:40 |
| 3.  | Waterbrook (A2)                            | 3:05 |
| 4.  | High seas (A3)                             | 2:55 |
| 5.  | Love theme (A4)                            | 3:23 |
| 6.  | There’s another summer coming (B1)         | 3:03 |
| 7.  | Machu Picchu (B2)                          | 3:42 |
| 8.  | Above the horizon (B3)                     | 1:51 |
| 9.  | Leaving it all behind (B4)                 | 4:44 |

## The Last Inca
The Last Inca is het vierde studioalbum van Adrian Wagner. Het verscheen een jaar later dan Instinct, maar Wagner had destijds liever gezien dat ze tezamen werden uitgebracht al dubbelelpee. Charisma zag dat niet zitten en kwam met twee enkele elpees, Op zich was dat niet zo vreemd, voor het genre waarin Wagner actief was en is, is al weinig vraag en dan met een dubbelelpee komen, bracht het risico met zich mee dat fans het te duur zouden vinden en het album links lieten liggen. Fans zouden het album echter waarschijnlijk sowieso hebben gekocht; de rest van het muziekpubliek liet beide albums links liggen. Na twee albums kwam er alweer een breuk tussen Charisma en Wagner. Zoals Wagner al schreef, de albums sluiten naadloos op elkaar aan. The Last Inca gaat over de opkomst en de ondergang van het Incarijk.

### Tracklist
| Nr. | Titel                                     | Duur |
| --- | ----------------------------------------- | ---- |
| 10. | Virgins of the sun (A1)                   | 3:10 |
| 11. | Rain forest (A2)                          | 3:04 |
| 12. | Manco Capac (A3)                          | 3:32 |
| 13. | Titicaca (A4)                             | 4:14 |
| 14. | Chasquis (A5)                             | 4:06 |
| 15. | Building blocks (A6)                      | 3:21 |
| 16. | Sacrifice (B1)                            | 3:30 |
| 17. | The burning man at the Spanish steps (B2) | 7:32 |
| 18. | Eldorado (B3)                             | 4:33 |

## Musici
De albums speelden de volgende musici mee:
- Adrian Wagner – toetsinstrumenten; computerapparatuur
- Morris Pert – slagwerk en percussie
- Bob Weston – gitaar (Love theme)
- John Cornwall – basgitaar (The burning man)
- Ivo Hatfield – gitaar (The burning man)
- Bill Hamblett – oude man.